# 东马尾帽胡同
39°53′32″N 116°25′20″E / 39.8923301°N 116.4222806°E

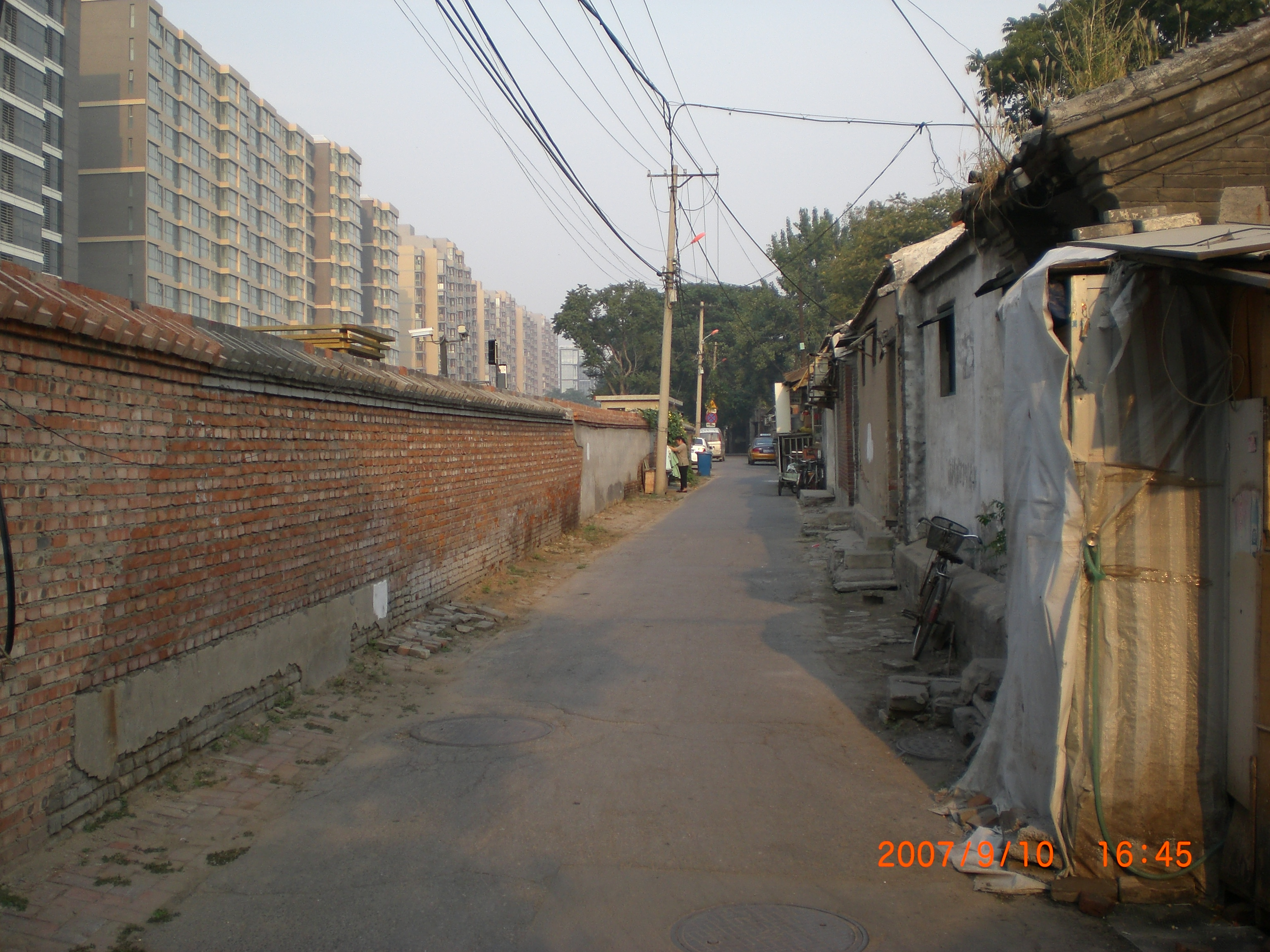
东马尾帽胡同

东马尾帽胡同是位于中国北京市东城区南部的一条胡同。

## 简介
东马尾帽胡同东起标杆胡同，西到石板胡同。因工匠作坊得名。明朝时，此地称“马尾帽胡同”。清朝乾隆年间，以石板胡同为界，分为东马尾帽胡同、西马尾帽胡同。据传说，明朝早期，该胡同曾住有一位姓马的匠人，专做一种带尾穗的帽子，生意兴隆，故得名。也有传说称，因为当地有为宫廷做马尾帽的作坊，故得名。1966年，东马尾帽胡同曾更名为“赞东街”，后来恢复
原名“东马尾帽胡同”。但胡同内的赞东小学仍保留其名，位于东马尾帽胡同的北侧，于2002年拆除。